# Faro del Cabo Beddouza
El faro del Cabo Beddouza es un faro situado en el cabo Beddouza (antiguo cabo Cantin), a unos 35 kilómetros al norte del puerto de Safí, región de Marrakech-Safí, Marruecos. Está gestionado por la autoridad portuaria y marítima del Ministère de l'équipement, du transport, de la logistique et de l'eau.

## Historia
El faro fue construido en 1916 con una torre de piedra cuadrada con linterna y galería. Se encuentra en el interior de una kasba, en un recinto cuadrado con almenas y torres cuadradas en las esquinas.